# National Invitation Tournament 2024
Il National Invitation Tournament 2024 è stata la 86ª edizione del torneo. Si è disputato dal 19 marzo al 4 aprile 2024. La final four è stata giocata all'Hinkle Fieldhouse di Indianapolis. Ha vinto il titolo la Seton Hall University, allenata da Shaheen Holloway. Miglior giocatore del torneo è stato eletto Al-Amir Dawes.

## Risultati

### Final Four
|  | Semifinali         | Semifinali         | Semifinali         |                    |                    | Finale             | Finale | Finale |  |
|  |                    |                    |                    |                    |                    |                    |        |        |  |
|  | Seton Hall Pirates | Seton Hall Pirates | 84                 |                    |                    |                    |        |        |  |
|  | Seton Hall Pirates | Seton Hall Pirates | 84                 |                    |                    |                    |        |        |  |
|  | Georgia Bulldogs   | Georgia Bulldogs   | 67                 |                    |                    |                    |        |        |  |
|  | Georgia Bulldogs   | Georgia Bulldogs   | 67                 |                    | Seton Hall Pirates | Seton Hall Pirates | 79     |        |  |
|  |                    |                    |                    |                    | Seton Hall Pirates | Seton Hall Pirates | 79     |        |  |
|  |                    |                    | Ind. St. Sycamores | Ind. St. Sycamores | 77                 |                    |        |        |  |
|  | Ind. St. Sycamores | Ind. St. Sycamores | Ind. St. Sycamores | Ind. St. Sycamores | 77                 | 100                |        |        |  |
|  | Ind. St. Sycamores | Ind. St. Sycamores |                    |                    |                    |                    |        |        |  |
|  | Utah Utes          | Utah Utes          | 90                 |                    |                    |                    |        |        |  |